# Zisterzienser der strengeren Observanz

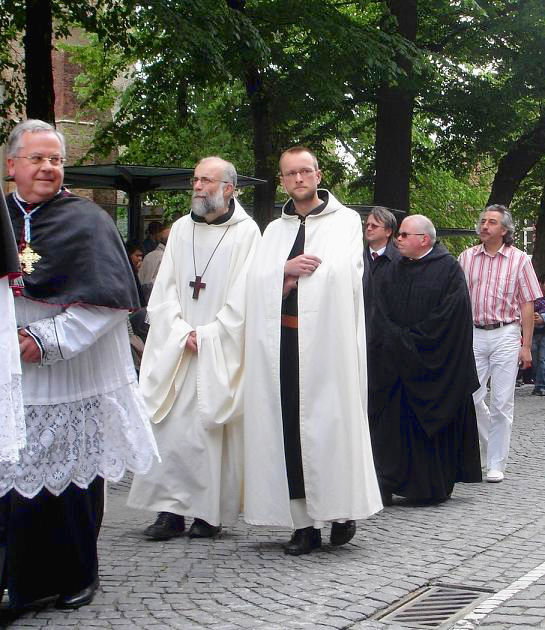
Trappisten (Bildmitte) in Westvleteren

Die Zisterzienser der strengeren Observanz, umgangssprachlich auch Trappisten genannt (nach dem französischen Kloster La Trappe), sind ein Orden in der römisch-katholischen Kirche. Der Orden (lat. Ordo Cisterciensis strictioris observantiae, Ordenskürzel OCSO, zuvor Ordo Cisterciensium reformatorum Beatae Virginis Mariae de Trappa, Ordenskürzel OCR) entstand 1892 durch Teilung des Zisterzienserordens und steht Frauen und Männern offen. Die Schwestern des Ordens bezeichnet man auch als Trappistinnen. Bekannt sind die Trappisten für ihre Abgeschiedenheit, ihre monastische Askese und ihre Vorliebe für körperliche Arbeit.
Generalabt der Trappisten ist seit 11. Februar 2022 Bernardus Peeters.

## Geschichte

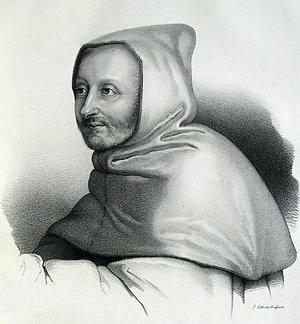
Armand Jean Le Bouthillier de Rancé

Armand Jean Le Bouthillier de Rancé kann nicht als Gründer der Trappisten gelten, aber er führte Reformbestrebungen fort und verbreitete sie. Er war bereits 1637 einer von fünf Kommendataräbten im Zisterzienserkloster La Trappe. Es handelte sich um eine vom Hof an den jungen Adligen verliehene Pfründe, die nicht mit Residenzpflicht verbunden war. Er bereitete sich auf eine kirchliche Karriere als Bischof vor; das Jahr 1657 bedeutete einen Wendepunkt. Einerseits wurde er nicht zum Koadjutor seines Onkels, des Erzbischofs von Tours, bestimmt. Andererseits starb seine Geliebte, die Herzogin von Montbazon. De Rancé entsagte dem Hofleben und zog sich nach La Trappe zurück. Er studierte Texte der Wüstenväter (Johannes Klimakos), die Benediktsregel, Schriften der frühen Zisterzienser, aber auch Teresa von Ávila und Franz von Sales. Reformierte Zisterzienser (étroite observance) leiteten nun diese Abtei, und Rancé schloss sich ihnen an. 1664 wurde er Regularabt von La Trappe – zu diesem Zeitpunkt „eine feuchte, verfallene Abtei mit sieben Mönchen“. Sein Reformprogramm ging über die étroite observance hinaus und machte La Trappe zum bewunderten Vorbild: Grundlegend für seine Reformen war de Rancés Bewusstsein der Notwendigkeit von Buße. Im Vordergrund der Reform standen Selbstverleugnung, Demut und Askese. Die äußere Askese der Trappisten umfasste strenge Schweigeregeln, harte Handarbeit, insbesondere in der Landwirtschaft, und strenge Abstinenzregeln. Dieses harte Leben, dazu auch die hohe Sterblichkeit, waren ein Gegenentwurf zum Luxus der damaligen französischen Oberschicht. De Rancé lehnte jegliche wissenschaftlichen Studien im Kloster ab, da sie der klösterlichen Lebensform widersprächen. Dies löste eine literarische Kontroverse mit dem gelehrten Benediktiner Jean Mabillon aus. De Rancés Reformprogramm wurde auf mehreren Generalkapiteln des Zisterzienserordens widersprochen, aber 1677/78 erhielten seine Règlements die päpstliche Approbation.
Die Reformen de Rancés wurden von vier Männerklöstern (Sept-Fons, Orval, Tamié, Buonsollazzo) und einem Frauenkloster (Les Clairets) übernommen. Eine organisatorische Einheit bildeten sie nicht. Nach dem Tod de Rancés führten die Mönche von La Trappe sein Reformwerk fort. 1790 wurde La Trappe im Zuge der Französischen Revolution aufgehoben. Augustin de Lestrange, seit 1785 Novizenmeister von La Trappe, lehnte den Eid auf die Revolutionsregierung und die ihm angebotene Pension ab. Er flüchtete mit 21 Mönchen in die Schweiz. Am 1. Juni 1791 besiedelten die aus Frankreich geflohenen Mönche das verlassene Kartäuserkloster La Valsainte. 1794 veröffentlichte de Lestrange die Règlements de La Valsainte, als Lebensgewohnheiten der Mönche von Valsainte. Im gleichen Jahr bildete sich eine Kongregation von Klöstern, die die Reformen für sich übernommen hatten. So entstand der Ordo et congregatio Beatae Mariae de La Trappe. Abweichend von der bisherigen zisterziensischen Tradition, gründete de Lestrange einen „Dritten Orden“, bestehend aus Lehrern, Schulkindern und nach Valsainte geflohenen Nonnen verschiedener Klöster.
Als französische Truppen 1798 in die Schweiz einfielen, musste de Lestrange mit seinen Anhängern La Valsainte verlassen. Die zweijährige Reise von 542 Mönchen, Nonnen und Schulkindern quer durch Europa wird als „monastische Odyssee“ (Odyssée monastique) bezeichnet. Sie durchwanderten Deutschland, Österreich, Böhmen und Polen bis nach Russland. Von dort wurden sie 1800 ausgewiesen. Die Mönche teilten sich in verschiedene Gruppen auf und gelangten nach Westfalen, Flandern, England und Amerika. Auf diesem Wege breitete sich die Reformkongregation weltweit aus. Nach dem Sturz Napoleons wurde La Trappe 1814 wiederbesiedelt. In Frankreich gründeten die Reformierten Zisterzienser außerdem mehrere Klöster neu und besiedelten alte Zisterzienserabteien wieder. 1830 gehörten zehn Männer- und vier Frauenklöster zur Kongregation, die damals noch keinen selbständigen Orden bildete.
1847 teilte Papst Pius IX. die Trappisten in zwei Kongregationen mit je eigenem Generalvikar unter dem Generalabt der Zisterzienser auf:
- „Alte Reform“ unter dem Abt von Sept-Fons, zuvor bezeichnet als Rancéaner;
- „Neue Reform“ unter dem Abt von La Trappe, zuvor bezeichnet als Lestrangianer.

Als drittes kam 1836 die Kongregation von Westmalle hinzu, ursprünglich ein Kloster der Alten Reform. Die Unterstellung unter den Generalabt der Zisterzienser war konfliktträchtig, da die drei trappistischen Kongregationen etwa zwei Drittel der Mitglieder des gesamten Zisterzienserordens stellten und beanspruchten, die ursprüngliche zisterziensische Lebensweise zu praktizieren. Während die übrigen Zisterzienser eine rege Tätigkeit in Schulen und Pfarreien entfalteten und in der monastisch-apostolischen Lebensweise eine legitime Entwicklung sahen, forderten die Trappisten ein streng kontemplatives Klosterleben unter Berufung auf die Ordensgründer. Papst Leo XIII. vereinigte diese drei Kongregationen von La Trappe, Sept Fons und Westmalle 1892 zu einem eigenständigen Orden der reformierten Zisterzienser Unserer Lieben Frau von La Trappe. Seine Grundlagen waren die Benediktsregel, die zisterziensische Charta caritatis, interpretiert durch die Regeln de Rancés und die Gewohnheiten (Consuetudines) des Klosters Cîteaux, welches seit seiner Wiederbesiedlung 1898 Ort des trappistischen Generalkapitels war, das heute an wechselnden Orten, bevorzugt in Assisi, tagt. 1898 bestätigte der Vatikan dem Trappistenorden, ein legitimer Nachfolger des Zisterzienserordens zu sein. Die ebenfalls trappistisch geprägte Kongregation von Casamari blieb selbständig (trappisti mitigati, „gemäßigte Trappisten“) und schloss sich 1928 dem Zisterzienserorden an. 1902 bekam der Orden die Bezeichnung Orden der Zisterzienser von der strengeren Observanz, woraus sich die gültige Bezeichnung Zisterzienserorden der strengeren Observanz entwickelte. Im Laufe des 19. Jahrhunderts gründete der Orden auch Niederlassungen in Australien, Afrika, Palästina, im Kaiserreich China und Japan.
Im Zuge des Zweiten Vatikanischen Konzils wurden Buße und Askese im Orden gemindert. Die Grundsätze von Subsidiarität in der Leitung und Pluralismus in der Observanz der Klöster wurden in die Konstitutionen aufgenommen. Der Orden verlor dadurch seine starre Uniformität. Die bis dahin mit einem braunen Habit bekleideten Konversen wurden zu Chormönchen mit feierlicher Profess und Stimmrecht im Kapitel. Seit 2016 versammeln sich die Äbte und Äbtissinnen des Zisterzienserordens strengerer Observanz in einem gemeinsamen Generalkapitel als oberster Leitungsinstanz innerhalb des Ordens. Ein typisches Kennzeichen der Trappisten ist das altzisterziensische Filiationssystem, wo jeweils ein rangälteres Kloster Verantwortung für seine (Adoptiv-)Tochtergründungen übernimmt. Zur Institution des Pater Immediat als Abt eines Mutterklosters gibt es inzwischen auch die Mater Immediata als weibliches Pendant, im Zuge einer weitestgehenden Gleichstellung von Männern und Frauen innerhalb des Ordens.

## Mitgliederentwicklung
| Jahr | Mönche | Männerklöster | Nonnen | Frauenklöster | Quelle      |
| ---- | ------ | ------------- | ------ | ------------- | ----------- |
| 1977 | 4800   | 84            | 1900   | 49            | [ 6 ]       |
| 2009 | 2132   | 102           | 1799   | 72            | [ 7 ] [ 8 ] |
| 2020 | 1353   |               | 1297   |               |             |

Das letzte Männerkloster in Deutschland, die Abtei Mariawald in Heimbach (Eifel), wurde 2018 aufgehoben. Mit dem Stift Engelszell im österreichischen Engelhartszell steht 2023 auch das letzte Männerkloster im deutschsprachigen Raum vor der Schließung. Indes gibt es in Deutschland noch zwei Frauenklöster, nämlich die Abtei Maria Frieden in Steinfeld (Eifel) und das Kloster Gethsemani in Dannenfels (Pfalz).

## Spiritualität und Lebensweise

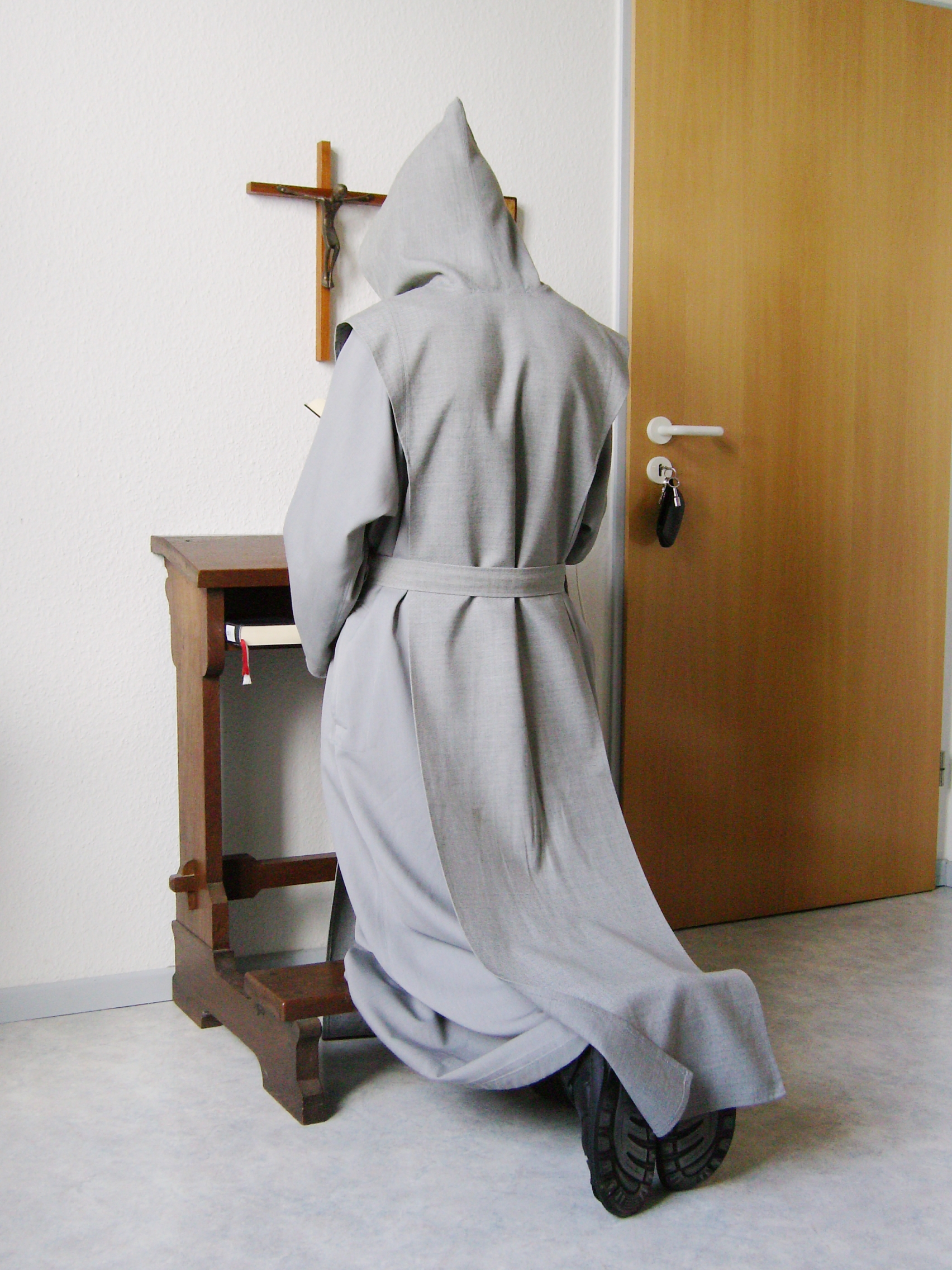
Trappist (Novize) beim privaten Gebet in seiner Zelle

Die Trappisten führen ein kontemplatives Leben mit strenger Klausur. In der Regel nehmen sie außerhalb des Ordens keine Seelsorgeaufgaben wahr, Gäste werden im Einzelfall aufgenommen.
Kennzeichnend für den Orden war neben der strengen Askese und Enthaltsamkeit über Jahrhunderte hinweg das absolute Stillschweigen und die ersatzweise Verwendung einer Zeichensprache, außer in Gesprächen mit den Oberen oder dem Beichtvater. Im Zuge der Veränderungen nach dem Erscheinen des Dekrets über die zeitgemäße Erneuerung des Ordenslebens, Perfectae caritatis, wurden hier teilweise die entsprechenden Bestimmungen gestrichen.
Traditionell bestimmen Gebet, Lesung und körperliche Arbeit den Tagesrhythmus. Siebenmal am Tag versammeln sich die Mönche und Nonnen zum Stundengebet in der Klosterkirche oder im Oratorium.
Einen wichtigen Platz im Leben der Trappisten nimmt die Marienverehrung ein. So beginnen oder enden in den meisten Häusern die einzelnen Gebetszeiten mit der marianischen Antiphon aus dem marianischen Offizium. Jedes Kloster, jeder Mönch und jede Nonne des Ordens ist der Gottesmutter Maria geweiht.
Landwirtschaft oder die Verfertigung von Klosterprodukten sind typisch für Trappistenabteien. Manche Trappistenklöster sind durch ihre Produkte bekannt geworden, beispielsweise Konfitüre, Weihrauch, Paramente, Liköre, Trappistenkäse oder das Trappistenbier. Der Verkauf dieser jeweiligen Produkte trägt oft wesentlich zum Unterhalt des Klosters bei. Die ursprünglich abgelehnte wissenschaftliche bzw. schriftstellerische Tätigkeit wird als Aufgabe einzelner Mönche anerkannt. Trappisten arbeiten besonders zu Themen der Ordensgeschichte und der christlichen Mystik; eine Reihe bekannter religiöser Autoren des 20. Jahrhunderts waren Trappisten: Thomas Merton, Vital Lehodey, Jean-Baptiste Chautard, Bernardin Schellenberger und André Louf.

## Ordenskleid
Der Habit der Trappisten ist vergleichbar mit jenem der Zisterzienser: weißer Habit, schwarzer Schulterüberwurf (Skapulier), im Chor tragen die Professen zusätzlich die weiße Kukulle. Trappisten tragen einen ledernen Gürtel als Zingulum. Das Ordenskleid wird auf eine Marienerscheinung des hl. Alberich von Citeaux zurückgeführt, wobei das Weiß für die unbefleckte Reinheit Mariens steht. Die Kukulle ist das hauptsächliche Ordenskleid. Es symbolisiert die gänzliche Weihe an Gott und die Einheit des Ordens.

## Generaläbte der Zisterzienser strengerer Observanz
Bis zur juristischen Neuordnung des Zisterzienserordens von 1892 unterstanden die Kongregationen der Reform von La Trappe dem Generalabt OCist. Der Generalabt ist oberster Leiter des Gesamtordens und führt als historische Reminiszenz seit 1962 den Ehrentitel Erzabt von Citeaux. Das Generalat des Ordens mit Sitz des Generalabtes und seines Rates sowie des Generalprokurators befindet sich in der Viale Africa 33 in Rom.
- 1892–1904 Sébastien Wyart (Mont-des-Cats/Sept-Fons; Frankreich)
- 1904–1922 Augustin Marre (Igny; Frankreich)
- 1922–1929 Jean-Baptiste Ollitraut de Kéryvallan (Melleray; Frankreich)
- 1929–1943 Herman-Joseph Smets (Westmalle; Belgien)
- 1946–1951 Dominique Nogues (Timadeuc; Frankreich)
- 1951–1963 Gabriel Sortais (Bellefontaine; Frankreich)
- 1964–1974 Ignace Gillet (Dombes/Aiguebelle; Frankreich)
- 1974–1990 Ambrose Southey (Mount Saint Bernard; Großbritannien)
- 1990–2008 Bernardo Olivera (Azul; Argentinien)
- 2008–2022 Eamon Fitzgerald (Mount Melleray; Irland)[9]
- 2022–0000 Bernardus Peeters (Tilburg; Niederlande)

Quelle: orden-online.de

## Generalprokuratoren der Zisterzienser strengerer Observanz
- Augustin Collins (Mount St. Bernard, UK), 1892
- Basile Sheil (Mount St. Bernard), 1893
- Tiburce Benoist (Sept-Fons), 1893–1894
- Benoît Chambon (Aiguebelle), 1894–1908
- Bonaventura Stürzer (La Trappe), 1908–1913
- Norbert Sauvage (Chimay), 1913–1923
- Robert Lescand (Cîteaux), 1923–1932
- Fabien Dutter (Cîteaux), 1932–1933
- Bernard Barbaroux (Maguzzano-Aiguebelle), 1933–1947
- Thomas d’Aquin Gondal (Tamié-Sept-Fons), 1948–1959
- Déodat De Wilde (Westmalle), 1959–1967
- Vincent Hermans (Achel), 1967–1977
- Bernard Johnson (Holy Spirit/Vina), 1977–1990
- Armand Veilleux (Mistassini/Holy Spirit), 1990–1998
- Augustine Roberts (Spencer/Azul), 1998–2002
- Timothy Kelly (Gethsemani), seit 2002
- Anastasius Li (Lantao), seit 2022

## Bekannte Trappisten
- Armand Jean Le Bouthillier de Rancé
- Augustin de Lestrange
- Charles de Foucauld
- Christian de Chergé und sechs weitere Märtyrer von Tibhirine
- Jean-Baptiste Chautard
- Hubert Bony
- Ferdinand von Geramb
- Petrus Klausener
- Marie-Joseph Cassant
- Franz Pfanner
- André Malet
- 19 Märtyrer der Abtei Santa Maria de Viaceli
- Vital Lehodey
- Gregor Eisvogel
- Cyprian Tansi
- Thomas Keating
- Rafael Arnáiz Barón
- Thomas Merton
- Maria Gabriela Sagheddu
- André Louf
- Blandina Paschalis Schlömer
- Edouard Mununu Kasiala
- Josef Vollberg
- Erik Varden
- Lode Van Hecke
- Lorenzo Voltolini Esti
- Michael Casey

## Klöster

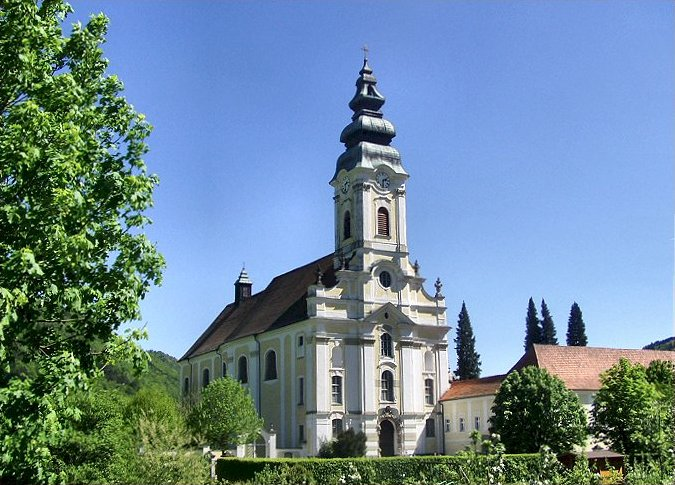
Stift Engelszell

Das letzte Trappistenkloster im deutschsprachigen Raum war das Stift Engelszell in Engelhartszell in Österreich. 2023 wurde seine anstehende Auflösung bekanntgegeben. In Deutschland und der Schweiz bestehen die Trappistinnenkonvente Abtei Maria Frieden in Steinfeld, Kloster Gethsemani in Dannenfels, Géronde in Siders und die Abtei La Fille-Dieu in Romont.

### Fachlexika
- Karl Suso Frank: Trappisten. In: Walter Kasper (Hrsg.): Lexikon für Theologie und Kirche. 3. Auflage. Band 10. Herder, Freiburg im Breisgau 2001, Sp. 193–195.
- Manfred Eder: Trappisten, Reformierte Zisterzienser. In: Religion in Geschichte und Gegenwart (RGG). 4. Auflage. Band 8, Mohr-Siebeck, Tübingen 2005, Sp. 554.
- Ellen Rozanne Elder: Trappisten/Trappistinnen. In: Theologische Realenzyklopädie (TRE). Band 34, de Gruyter, Berlin / New York 2002, ISBN 3-11-017388-3, S. 1–3.

### Zur Ordensgeschichte
- Immo Eberl: Die Zisterzienser. Geschichte eines europäischen Ordens. Lizenzausgabe. Wissenschaftliche Buchgesellschaft, Darmstadt 2002, ISBN 3-534-16487-3.
- Karl Suso Frank: Geschichte des christlichen Mönchtums. 5. verbesserte und ergänzte Auflage. Primus-Verlag, Darmstadt 1996, ISBN 3-89678-500-1.
- David Knowles: Geschichte des christlichen Mönchtums. Benediktiner, Zisterzienser, Kartäuser. Kindler, München 1969, (Kindlers Universitätsbibliothek 45, ZDB-ID 2387449-1).
- Louis J. Lekai: The Cistercians. Ideals and Reality. Kent State University Press, Kent OH 1977, ISBN 0-87338-201-3.
- Ernst Ludwig Ritsert: Der Orden der Trappisten. Heyer, Darmstadt 1833 Digitalisat.

### Zur Ordensspiritualität
- Maria Magdalena Aust: La Trappe: Last und Inspiration einer Legende. Die Spiritualität der Trappisten in ihrer geschichtlichen Entwicklung. In: Edith-Stein-Jahrbuch 9, 2003, ISSN 0948-3063, S. 92–111.
- David N. Bell: Understanding Rancé. The Spirituality of the Abbot of La Trappe in Context. Cistercian Publications, Kalamazoo MI 2005, ISBN 0-87907-105-2, (Cistercian studies series 205).
- Henri J. M. Nouwen: Ich hörte auf die Stille. Sieben Monate im Trappistenkloster. 18. Auflage. Herder, Freiburg (Breisgau) u. a. 1999, ISBN 3-451-18023-5.
- Bernardin Schellenberger: Die Stille atmen. Leben als Zisterzienser. Kreuzverlag, Stuttgart 2005, ISBN 3-7831-2605-3.

### Aktuelles
- Bernardus Peeters OCSO: Die Herausforderungen der Zisterzienser der Strengen Observanz (Trappisten) im Jahr 2024. In: Erbe und Auftrag 101 Jg. (2025), S. 40–47.